# ヘンリー・スミス・マンロー

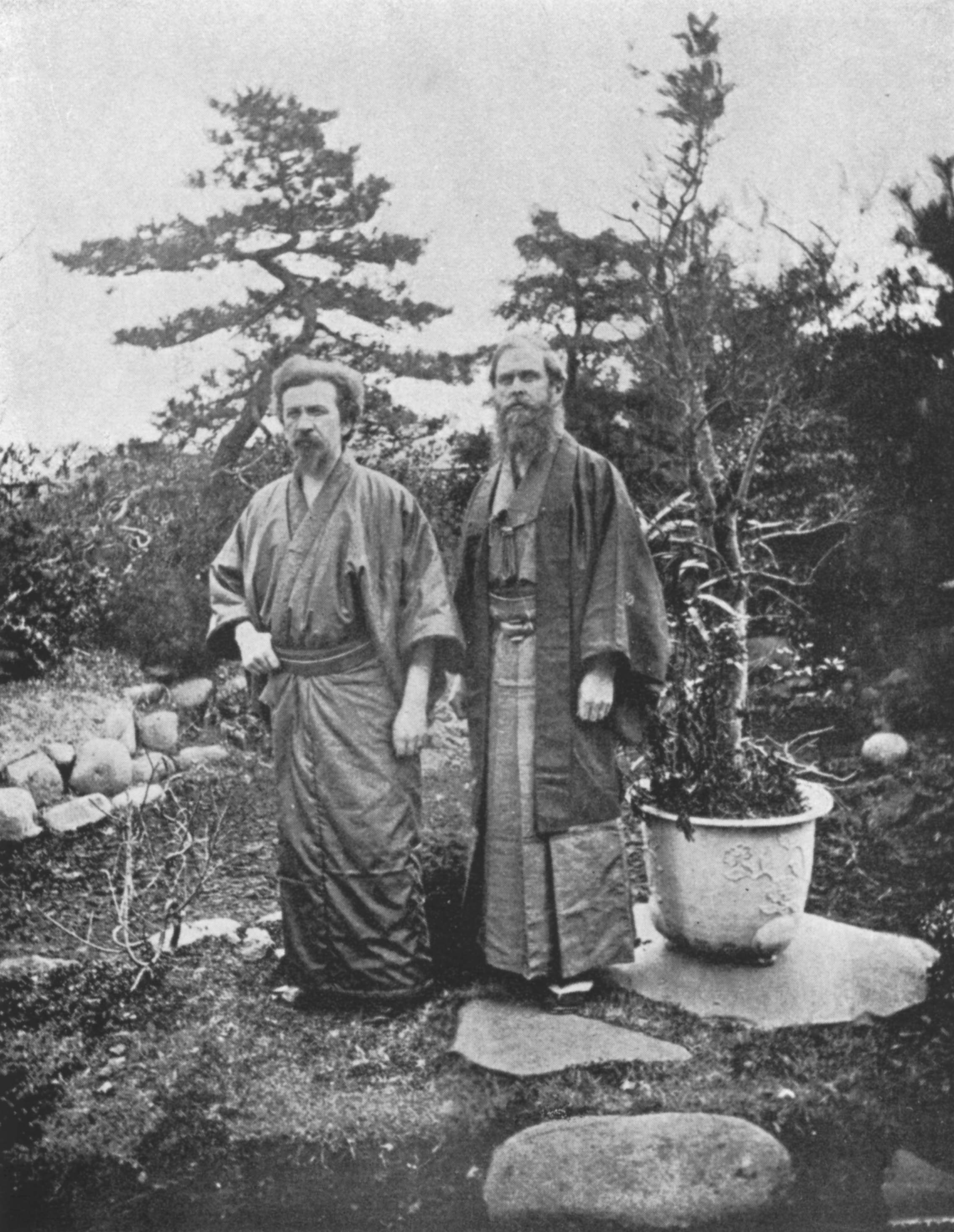
来曼とモンロー

ヘンリー・スミス・マンロー（Henry Smith Munroe、1850年3月25日 - 1933年5月4日）は、明治時代にお雇い外国人として来日したアメリカ合衆国の地質学者である。

## 経歴・人物
ニューヨークの生まれ。コロンビア大学卒業後、1872年（明治5年）に来日した。
開拓使に雇われ、助手であり当時滞日していた同じ地質学者であったベンジャミン・スミス・ライマンらと共に、道内での地質調査を行った。
この業績により、1875年（明治8年）に東京開成学校（現在の東京大学）に雇われ、そこで地質学の教鞭を執った。翌年帰国し、母校の教授となった。